# Stăruința Oradea
Stăruința Oradea war ein rumänischer Fußballverein aus Oradea. Er erreichte in den 1920er-Jahren fünfmal die Endrunde um die rumänische Fußballmeisterschaft.

## Geschichte
Stăruința Oradea (deutsch: Beharrlichkeit) wurde im Jahr 1912 gegründet. Nachdem die Stadt Oradea im Jahr 1921 durch den Vertrag von Trianon nach Rumänien gekommen war, erreichte der Verein im Jahr 1922 erstmals als Sieger der Region Oradea die Endrunde um die rumänische Fußballmeisterschaft. Dort schied der Verein im Wiederholungsspiel des Viertelfinals gegen den späteren Vizemeister Victoria Cluj aus.
In den folgenden Jahren konnte sich Stăruința gegen die Konkurrenz von CAO Oradea nur selten behaupten und erreichte lediglich die Endrunde 1926. Dort setzte sich der Verein zunächst gegen Olimpia Satu Mare durch, zog dann aber gegen den dominierenden rumänischen Verein jener Zeit, Chinezul Timișoara, den Kürzeren. Zwischen 1928 und 1930 dominierte Stăruința die regionale Meisterschaft und erreichte stets die Endrunde, schied in der nationalen Endrunde aber jeweils im ersten Spiel aus.
Als im Jahr 1932 die rumänische Profiliga Divizia A gegründet wurde, konnte sich Stăruința nicht qualifizieren. Erst zwei Jahre später gehörte der Klub bei der Einführung der Divizia B zu den Gründungsmitgliedern. Dieser Liga gehörte der Verein bis zum Jahr 1940 beständig an, bis Oradea durch den Zweiten Wiener Schiedsspruch wieder an Ungarn fiel. In dieser Zeit spielte er stets in der Nord-West-Staffel mit Vereinen aus der Region um die Zentren Oradea, Satu Mare und Baia Mare zusammen.
Nach dem Ende des Zweiten Weltkriegs kam Oradea zurück zu Rumänien. Stăruința wurde bei Wiederaufnahme des Spielbetriebs im Jahr 1946 in die Divizia C eingeordnet. In den nächsten Jahren nahm der Verein nicht mehr am überregionalen Spielbetrieb teil – auch dadurch bedingt, dass die Divizia C zu jener Zeit nur unregelmäßig ausgetragen wurde. Erst 1957 gelang wieder der Aufstieg in die Divizia C. Nach dem Abstieg 1958 löste der Verein sich auf.

## Erfolge
- Viertelfinale um die rumänische Fußballmeisterschaft: 1922, 1926, 1929

## Bekannte Spieler
- Iosif Bartha
- Albert Ströck